# Francesco Lanza Spinelli di Scalea
Francesco Girolamo Lanza Branciforte Spinelli, principe Lanza di Scalea (Palermo, 13 settembre 1834 – Palermo, 30 marzo 1919), è stato un nobile, politico e imprenditore italiano.

## Biografia
Nacque a Palermo il 13 settembre 1834 da Pietro, IX principe di Trabia e dalla di lui consorte la nobildonna Eleonora Spinelli Caracciolo, principessa di Scalea e duchessa di Misuraca, di cui era il secondo di cinque figli.
Fu uno degli esponenti della nobiltà siciliana contrari ai borbonici e seguì il padre in esilio a Genova dopo la restaurazione del 1849. Il Lanza nel 1859 si iscrisse alla Scuola Militare di Fanteria di Ivrea, e in seguito si arruolò come volontario nella Regia Armata Sarda per prendere parte alla Seconda guerra d'indipendenza contro gli Austriaci. Impiegato nel conflitto come granatiere, dopo l'Armistizio di Villafranca che pose fine alle ostilità tra gli eserciti franco-piemontese ed austriaco, nel 1860 si dimise dall'esercito sabaudo e si arruolò con le camicie rosse di Garibaldi. Fece ritorno in Sicilia, dove partì la spedizione dei Mille garibaldini: sbarcò a Trappeto con un piccolo esercito comandato dal generale Enrico Cosenz, e prese parte alle battaglie di Milazzo e del Volturno contro l'esercito borbonico. Il Lanza si distinse particolarmente nella battaglia del Volturno, che gli valse la medaglia d'argento al valor militare.
Dopo l'Unità d'Italia entrò nella diplomazia, e fu segretario di legazione di seconda classe per il Ministero degli Affari Esteri a Londra (1861-62). Nel 1863, fece definitivamente ritorno in Sicilia, per occuparsi dell'amministrazione del patrimonio di famiglia. Due anni più tardi, nel 1865, si candidò alle elezioni politiche nel collegio di Serradifalco, ed ottenne elezione a deputato nella IX legislatura nelle file della Destra. Venne nuovamente rieletto nel 1867 nel medesimo collegio come deputato nella X legislatura. In qualità di parlamentare nazionale, il Lanza si fece promotore di un programma di bonifiche nella zona paludosa e malarica di Mondello. Si interessò del problema ottenendo che nel 1890 iniziassero i lavori, che vennero completati circa vent'anni dopo, riuscendo a rendere la località un'amena zona di villeggiatura balneare. Nel 1884, ebbe la nomina a senatore del Regno, e fu anche presidente del Consiglio provinciale di Palermo (1882-86).
Proprietario di vasti latifondi nelle province di Palermo e di Caltanissetta, il Lanza li valorizzò con la coltivazione, attraverso l'introduzione dell'uso di macchine agricole, concimi chimici e sistemi di irrigazione. Ricoprì le cariche di socio annuale della Società geografica italiana (1869), di presidente dell'Ufficio per la conservazione del monumento in Sicilia, di presidente del consiglio d'amministrazione della Navigazione generale italiana (1881), di presidente della Società italiana per le strade ferrate della Sicilia (1885) e di presidente onorario della Società Siciliana per la Storia Patria (1916-19).
Il 6 luglio 1911, con R.D. di motu proprio, susseguito da RR. LL. PP. del 14 agosto 1911, ottenne dal re Vittorio Emanuele III d'Italia il titolo trasmissibile di Principe Lanza di Scalea.
Morì a Palermo il 30 marzo 1919, all'età di 84 anni, e fu sepolto al Cimitero di Santa Maria di Gesù della città siciliana, nella cappella gentilizia fatta realizzare all'architetto Ernesto Basile.

### Matrimoni e discendenza
Francesco Lanza Branciforte Spinelli, I principe Lanza di Scalea, nel 1863 sposò la nobildonna Rosa Mastrogiovanni Tasca Lanza (1843-1900), figlia di Lucio, conte d'Almerita, da cui ebbe i seguenti figli:
- Pietro, II principe Lanza di Scalea (1863-1938), che sposò Dorotea Fardella Paternò Castello, baronessa di Moxharta, da cui ebbe sei figli;
- Eleonora (1865-1887), che fu moglie di Federico Pignatelli d'Aragona Cortés dei Principi di Noja;
- Lucio (1866-?), che sposò Antonietta Mortillaro dei Marchesi di Villarena;
- Giuseppe (1870-1929), che sposò la nobildonna francese Valentine Rousseau dei Baroni Rousseau, da cui ebbe due figli;
- Nicolò Placido detto Nicola, I principe di Deliella (1875-1934), che sposò Annita Drogo.